# GTF2E1
GTF2E1‏ (General transcription factor IIE subunit 1) هوَ بروتين يُشَفر بواسطة جين GTF2E1 في الإنسان.